# Grotte du Fournet
Pour les articles homonymes, voir Fournet.
La grotte du Fournet est un site préhistorique du Néolithique se trouvant au pied des falaises marquant les limites du plateau de Solaure (massif du Diois), sur le territoire de la commune française de Montmaur-en-Diois, dans le département de la Drôme et la région Auvergne-Rhône-Alpes.

## Géographie
Cette grotte est située en France, dans le département de la Drôme et la région Auvergne-Rhône-Alpes, au cœur du Diois, dans la commune de Montmaur-en-Diois, entre Die et Luc-en-Diois, au cœur du Diois. .
Elle est localisée au pied des falaises marquant les limites du plateau de Solaure, dans le massif du Diois.

## Toponymie
Du latin furnus, « four » et du suffixe diminutif -ittum.

## Archéologie
Lors de plusieurs campagnes de fouilles ont été retrouvés de nombreux restes humains (sans doute des sépultures[réf. nécessaire]) ainsi que des poteries de l'âge du fer.
La grotte est cependant libre d'accès.